# Jaicós
Jaicós es un municipio del estado de Piauí en la región Nordeste de Brasil.
Debe su nombre al pueblo jaikó que ocupaba la zona. 